# ارمنستان در مسابقه آواز یوروویژن ۲۰۱۴

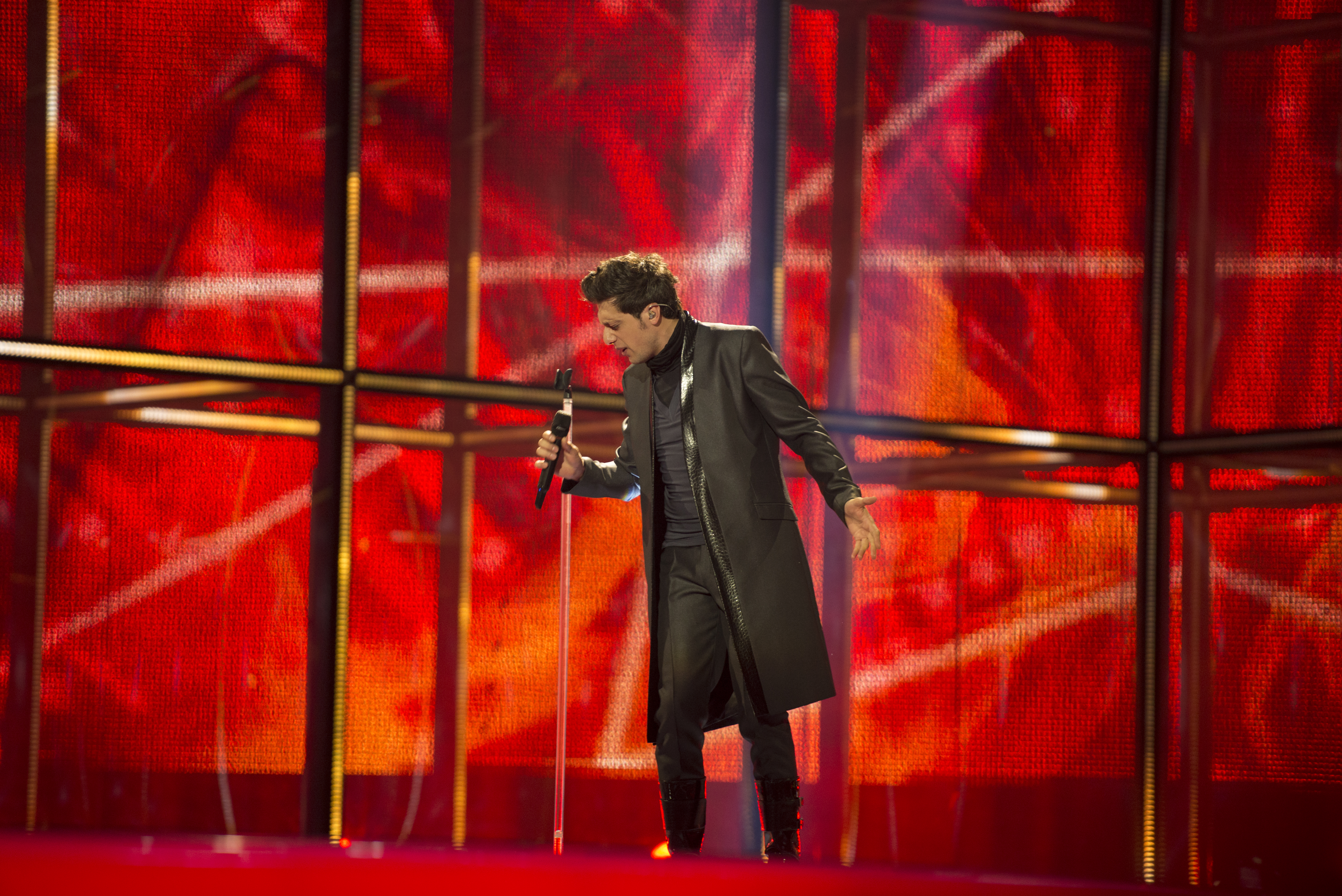
آرام ام‌پی۳ در حال اجرای «تنها نیستی» در کپنهاگ

ارمنستان در مسابقه آواز یوروویژن ۲۰۱۴ (انگلیسی: Armenia in the Eurovision Song Contest 2014) که در کپنهاگ، دانمارک برگزار شد، با ترانه «تنها نیستی» شرکت کرد. این ترانه توسط آرام ام پی۳ و گاریک پاپویان نوشته شده بود و توسط آرام ام پی۳ اجرا شد.
انتخاب آرام ام پی۳ به‌عنوان نماینده ارمنستان برای یوروویژن ۲۰۱۴ از طریق انتخاب داخلی توسط شبکه تلویزیونی عمومی ارمنستان (AMPTV) انجام شد. این خبر در تاریخ ۳۱ دسامبر ۲۰۱۳ اعلام شد. ترانه «تنها نیستی» نیز در تاریخ ۱۴ مارس ۲۰۱۴ و در جریان یک برنامه ویژه به عموم معرفی شد.
«تنها نیستی» یک ترانه پاپ پرانرژی و حماسی با پیامی دربارهٔ امید و همبستگی بود. اجرای آرام ام پی۳ در یوروویژن ۲۰۱۴ به‌عنوان یکی از برجسته‌ترین اجراهای آن سال شناخته شد و این ترانه توانست توجه بسیاری را جلب کند. ارمنستان در نیمه‌نهایی این سال موفق به صعود به فینال شد و در نهایت در جایگاه چهارم فینال قرار گرفت.
ارمنستان در نیمه‌نهایی اول مسابقه یوروویژن ۲۰۱۴ که در تاریخ ۶ مه ۲۰۱۴ برگزار شد، با ترانه «تنها نیستی» به رقابت پرداخت. این ترانه که توسط آرام ام پی۳ اجرا شد، به‌عنوان اولین اجرا در نیمه‌نهایی در جایگاه ۱ قرار گرفت. پس از پایان نیمه‌نهایی، اعلام شد که «تنها نیستی» در میان ۱۰ اثر برتر قرار گرفته و به فینال یوروویژن ۲۰۱۴ که در تاریخ ۱۰ مه ۲۰۱۴ برگزار شد، صعود کرد.
بعدها مشخص شد که ارمنستان در این نیمه‌نهایی در جایگاه چهارم از میان ۱۶ کشور شرکت‌کننده قرار گرفت و ۱۲۱ امتیاز کسب کرد. در فینال یوروویژن ۲۰۱۴، ارمنستان در جایگاه ۷ اجرا شد. این ترانه در فینال موفق به کسب ۱۷۴ امتیاز شد و در جایگاه چهارم از میان ۲۶ کشور قرار گرفت. این نتیجه برای ارمنستان یک موفقیت بزرگ بود و آرام ام پی۳ توانست اجرای برجسته‌ای را به نمایش بگذارد که مورد تحسین قرار گرفت.
ترانه «تنها نیستی» که توسط آرام ام پی۳ و گریک پاپویان نوشته شده بود، یکی از پرطرفدارترین آثار ارمنستان در تاریخ یوروویژن است. این ترانه در یوروویژن ۲۰۱۴ با پیامی دربارهٔ امید، اتحاد و همبستگی در برابر مشکلات اجرا شد و توانست توجه زیادی را در سطح بین‌المللی جلب کند.
آرام ام پی۳ که به‌عنوان یکی از هنرمندان شناخته‌شده در ارمنستان بود، برای این مسابقه به‌طور داخلی توسط شبکه تلویزیونی عمومی ارمنستان (AMPTV) انتخاب شد. انتخاب او در تاریخ ۳۱ دسامبر ۲۰۱۳ اعلام شد، و سپس در تاریخ ۱۴ مارس ۲۰۱۴، ترانه «تنها نیستی» به‌طور رسمی در یک برنامه ویژه تلویزیونی معرفی شد.

## تاریخچه
قبل از مسابقه ۲۰۱۴، ارمنستان هفت بار از زمان اولین حضورش در مسابقه آواز یوروویژن ۲۰۰۶ در مسابقه آواز یوروویژن شرکت کرده بود. بالاترین رتبه آن‌ها در این مسابقه تا این مرحله رتبه چهارم بوده است که این کشور در دو نوبت در سال ۲۰۰۸ با آهنگ "کله کله" با اجرای سیروشو و در سال ۲۰۱۴ با آهنگ "تنها نیستی " با اجرای آرام ام‌پی۳ به آن دست یافت. ارمنستان تا این مرحله تنها در یک مورد در سال ۲۰۱۱ نتوانسته بود به فینال راه پیدا کند. این کشور در سال ۲۰۱۲ به دلیل تنش‌های طولانی مدت با کشور میزبان آن زمان جمهوری آذربایجان برای مدت کوتاهی از مسابقه کنار رفت. در سال ۲۰۱۳، «سیاره تنها» با اجرای گروه دوریانس در رده هجدهم فینال قرار گرفت.
پخش کننده ملی ارمنستان، تلویزیون عمومی ارمنستان شبکه ارمنستان ۱ (AMPTV)، این رویداد را در ارمنستان پخش می‌کند و فرایند انتخاب برای ورود این کشور را سازماندهی می‌کند. ارمنستان ۱ قصد خود را برای شرکت در مسابقه آواز یوروویژن ۲۰۱۴ در ۲۲ نوامبر ۲۰۱۳ تأیید کرد. ارمنستان در گذشته از روش‌های مختلفی برای انتخاب شرکت کننده ارمنستان مانند یک فینال زنده تلویزیونی ملی برای انتخاب مجری، آهنگ یا هر دو برای رقابت در یوروویژن استفاده کرده است. با این حال انتخاب‌های داخلی نیز در مواردی برگزار شده است. از سال ۲۰۱۴، پخش کننده به صورت داخلی هم هنرمند و هم آهنگ را انتخاب کرد. با این حال، شبکه ارمنستان ۱ همراه با تأیید شرکت خود اعلام کرد که یک فینال ملی برای انتخاب مجری ارمنی برای مسابقه ۲۰۱۴ با انتخاب داخلی آهنگ برگزار خواهد شد.